# Danny Davis
Danny Davis (Highland, 22 de junio de 1988) es un deportista estadounidense que compite en snowboard, especialista en la prueba de halfpipe. Consiguió tres medallas en los X Games de Invierno.

## Medallero internacional
| \| X Games de Invierno \| X Games de Invierno \| X Games de Invierno \| X Games de Invierno \| \| Año \| Lugar \| Medalla \| Prueba \| \| ------------------- \| ---------------------- \| ------------------- \| ------------------- \| \| 2014 \| Aspen (Estados Unidos) \| Medalla de oro \| Superpipe \| \| 2015 \| Aspen (Estados Unidos) \| Medalla de oro \| Superpipe \| \| 2019 \| Aspen (Estados Unidos) \| Medalla de bronce \| Superpipe \| |                        |                   |           |
| X Games de Invierno |                        |                   |           |
| Año | Lugar                  | Medalla           | Prueba    |
| 2014 | Aspen (Estados Unidos) | Medalla de oro    | Superpipe |
| 2015 | Aspen (Estados Unidos) | Medalla de oro    | Superpipe |
| 2019 | Aspen (Estados Unidos) | Medalla de bronce | Superpipe |